# Zwitserse gemeente

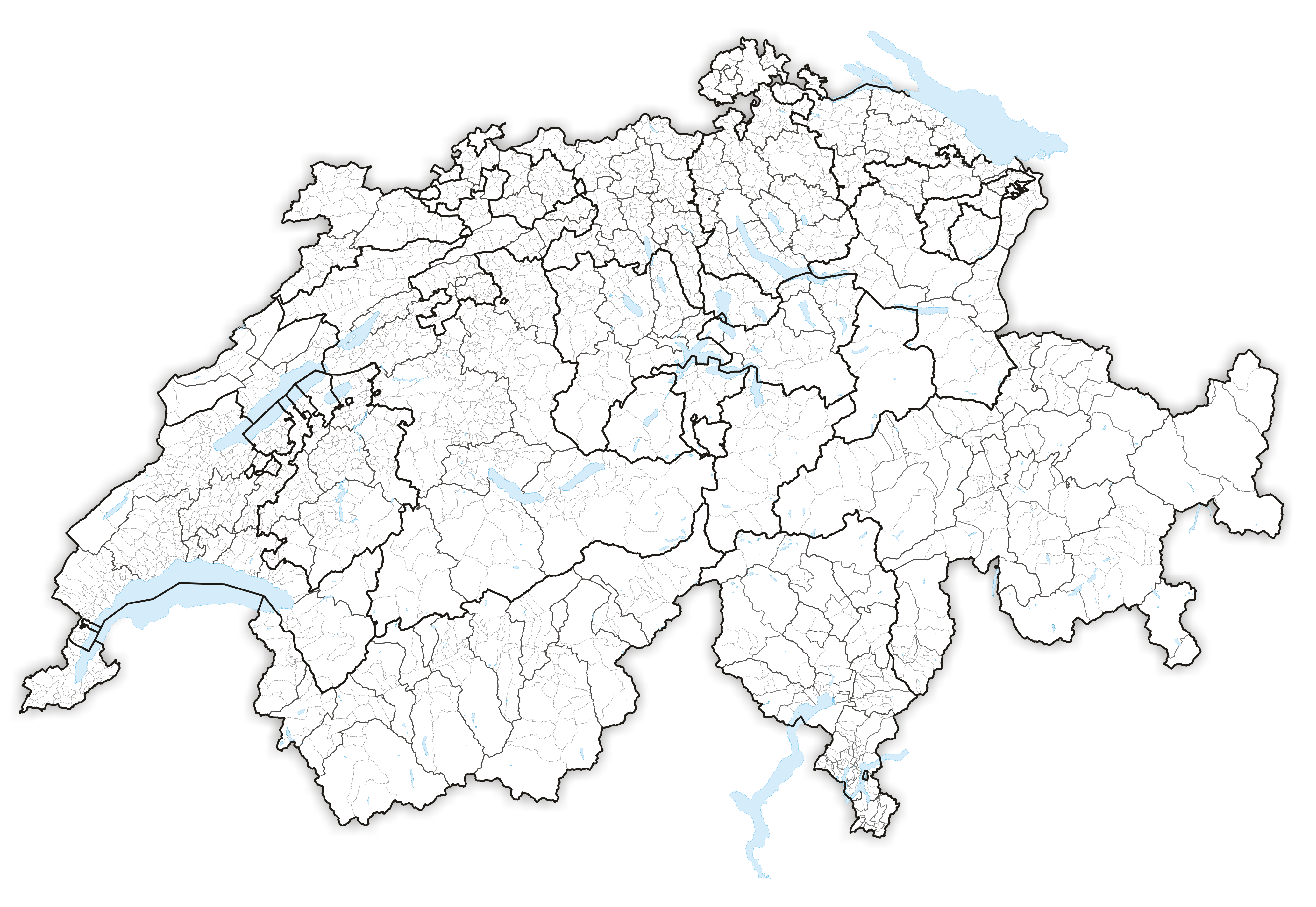
Gemeentegrenzen (2015)

De Zwitserse gemeente, oftewel politische Gemeinde/commune politique/comuno politico/vischnanca politica (politieke gemeente) is het meest gedetaillieerde bestuurlijke niveau in Zwitserland. In een deel van de kantons wordt de gemeente aangeduid als Einwohnergemeinde/Commune municipale. een politische Gemeinde kan bestaan uit een of meer Ortsgemeinde, Munizipalgemeinde of kortweg Gemeinde/commune/comune en in Appenzell Innerrhoden Bezirk. Zwitserland telt 2551 gemeenten (2011). De oppervlakte van de gemeenten varieert van 0,28 km² (Ponte Tresa, Ticino) tot 426 km² (Glarus Süd, Glarus). Een gemeente telt gemiddeld 1000 inwoners. De variatie in het inwonertal is aangegeven in onderstaande tabel. 
| Inwonertal    | Aantal gemeenten (%) |
| ------------- | -------------------- |
| >20.000       | 30 (1,1%)            |
| 10.000–19.999 | 89 (3,2%)            |
| 5000–9999     | 180 (6,6%)           |
| 1000–4999     | 1025 (37,4%)         |
| 500–999       | 555 (20,3%)          |
| <500          | 861 (31,4%)          |
| Totaal        | 2740 (100%)          |